# Morgan's Point Resort
Morgan's Point Resort è un comune (city) degli Stati Uniti d'America della contea di Bell nello Stato del Texas. La popolazione era di 4,170 persone al censimento del 2010. Fa parte dell'area metropolitana di Killeen-Temple-Fort Hood. È stata incorporata nel 1970.

## Geografia fisica
Morgan's Point Resort è situata a 31°09′24″N 97°27′16″W (31.156543, -97.454580).
Secondo lo United States Census Bureau, ha un'area totale di 2,5 miglia quadrate (6,4 km²), costituite interamente dalla terra ferma.

## Società

### Evoluzione demografica
Secondo il censimento del 2000, c'erano 1,645 persone.

### Etnie e minoranze straniere
Secondo il censimento del 2000, la composizione etnica della città era formata dal 91,03% di bianchi, lo 0,43% di afroamericani, lo 0,43% di nativi americani, lo 0,60% di asiatici, lo 0,17% di oceanici, il 5,82% di altre razze, e l'1,51% di due o più etnie. Ispanici o latinos di qualunque razza erano il 9,27% della popolazione.